# La Coronació de la Verge (Capella de San José)
La Coronació de la Verge és un llenç d'El Greco que forma part del retaule major, a la Capilla de San José, a la ciutat de Toledo. Consta amb el número 16 en el catàleg raonat d'obres d'El Greco, realitzat per Harold Wethey.

## Temàtica de l'obra
Malgrat que no consta en els Evangelis, La Coronació de Maria és un tema popular a la Iconografia cristiana, ja que seria l'episodi de la vida de Maria que seguiría a la Dormició i a l'Assumpció. Ja al segle xii va començar a representar-se en els llocs més sagrats dels temples, especialment als absis. Els Sants que assisteixen a aquesta Coronació són, d'esquerra a dreta, Jaume el Major, Joan Baptista, Sant Pere, Joan Evangelista, Sant Andreu apóstol ? i Sant Pau ?.

## Anàlisi de l'obra
Oli sobre llenç; 1,20 x 1,47 m.; Capilla de San José (Toledo)
Tot i que la tradició iconográfica era més antiga, El Greco podía haver vist aquest tipus de Coronació en el mosaic de Jacopo Torriti (1295), de l'absis de la Basílica de Santa Maria Major.
A aquesta obra, El Greco repeteix l'esquema de La coronació de la Verge (Retaule de Talavera), però adaptant-lo a un format apaïsat, essent el grup principal gairebé idèntic, tot i que a aquesta versió el mestre ha accentuat la tendència a l'allargament i a la desmaterialització de les figures, mentre el cos de la Verge té major pleninud i flexibilitat. Com a conseqüència del canvi de format, l'ordenació del grup de sants i la seva relació amb el grup celestial ha canviat molt. Si en la versió de Talavera s'agrupaven en cercle i en un nivel inferior, aquí la zona terrenal i la celestial estan enllaçades. Els dos Sants Joans deixen entre ells un espai triangular obert, dins del qual s'inserta la figura de la Verge. La visió de l'espectador des d'abaix i la il·luminació del llenç contribueixen a intensificar la sensació de llunyania i de separació entre les zones terrenal i celestial, de forma que els Sants Joans semblen exercir un paper de mitjancers entre l'espectador i l'escena de la Coronació.

## Situació dins el conjunt
- Àtic del Retaule principal.